# Dying for Sex
Dying for Sex är en amerikansk dramakomedi skapad av Kim Rosenstock och Elizabeth Meriwether. Serien, som består av åtta avsnitt, hade premiär på Disney+ den 4 april 2025.
Serien bygger på författaren Molly Kochan(en) erfarenheter.

## Handling
Serien handlar om Molly Kochan som efter att hon fått en dödlig cancerdiagnos bestämmer sig för att lämna sin make och leva ut de sexuella fantasier hon burit på genom åren.

## Rollista (i urval)
- Michelle Williams – Molly
- Jenny Slate – Nikki
- Rob Delaney – Guy
- David Rasche – Dr. Pankowitz
- Jay Duplass – Steve
- Kelvin Yu – Noah
- Sissy Spacek – Gail